# Toxacanthus
Toxacanthus är ett släkte av korgblommiga växter. Toxacanthus ingår i familjen korgblommiga växter.
Kladogram enligt Catalogue of Life:
| Toxacanthus | \| \| Toxacanthus muelleri \| \| \| \| \| \| Toxacanthus perpusillus \| \| \| \| |
|             | \| \| Toxacanthus muelleri \| \| \| \| \| \| Toxacanthus perpusillus \| \| \| \| |
|             | Toxacanthus muelleri                                                             |
|             |                                                                                  |
|             | Toxacanthus perpusillus                                                          |
|             |                                                                                  |